# Stockholms Domkyrkoförsamlings Gosskör
Stockholms Domkyrkoförsamlings Gosskör (S:t Jacobs Gosskör) har rötter tillbaka till andra hälften av 1600-talet då skolpojkar, från S:t Jacobs skola sjöng i Sankt Jacobs kyrka, Stockholm. Verksamheten höll på fram till slutet av 1800-talet då både skolgossar och flickor deltog i kyrkans körverksamhet.
I Sankt Jacobs kyrka verkade organisten och tonsättaren Waldemar Åhlén sedan 1929.  Det blev han som nystartade St Jacobs Gosskör 1943. Bildandet möjliggjordes genom en donation tio år tidigare från församlingsbon Lotten Lindberg som år 1933 donerade 70 000kr som grundplåt till bildande av en gosskör. Kören var då den första fasta kyrkliga gosskören i Stockholm. Waldemar Åhlén rekryterade gossarna från Stockholms skolor där han passande nog även var musikkonsulent.
Hösten 1971 fick S:t Jacobs gosskör ett välkommet tillskott av sångare då S:t Eriks gosskör, som tidigare varit knuten till den Katolska församlingen hastigt upplöstes och uppgick i S:t Jacobs gosskör. Kören fortlevde i S:t Jacobs kyrka fram till millennieskiftet då kören uppgick i Stockholms domkyrkoförsamling. Gosskören framträdde under några år omväxlande under namnet S:t Jacobs gosskör och Stockholms domkyrkoförsamlings gosskör men efter 2005 enbart under det senare namnet. År 2018 skedde ytterligare ett namnbyte och kören heter nu Storkyrkans gosskör. 

## Gosskörsdirigenter
- Waldemar Åhlén 1944-1949
- Eric Ericson 1949-1969
- Stefan Sköld 1969-1979
- Birgitta Rosenqvist-Brorson 1979-1981
- Milke Falck 1981-1983
- Gary Graden 1983-1989
- John Wilund 1990-2002
- Joakim Bergdal 2002-2011
- Filip Hamber 2006-2011
- Gregory Lloyd 2011-